# 보안 토큰

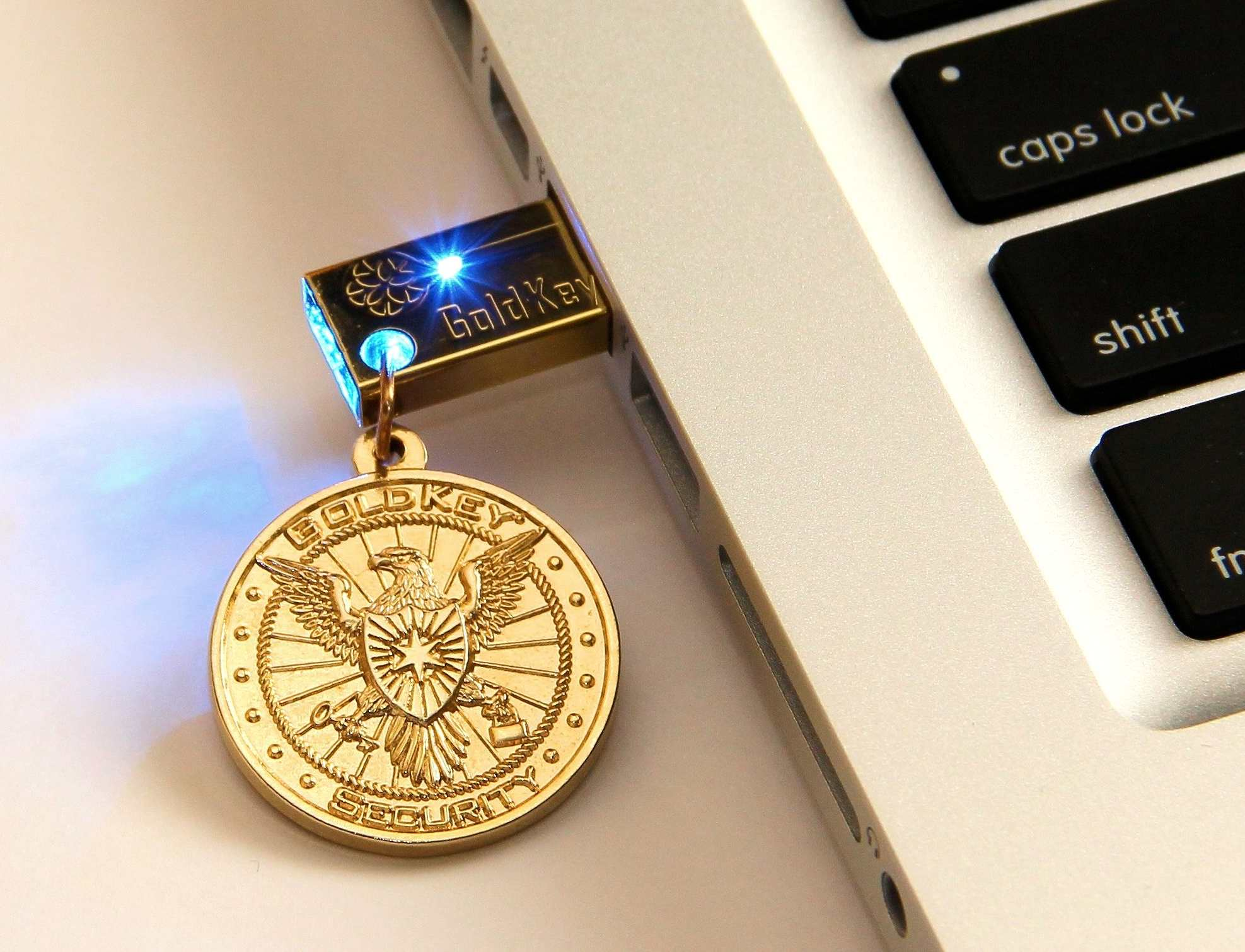
노트북에 연결된 골드키 보안 토큰

보안 토큰(Security token)은 전자적으로 제한된 리소스에 액세스하는 데 사용되는 주변 장치이다. 토큰은 비밀번호와 함께 또는 비밀번호 대신 사용된다. 보안 토큰의 예로는 잠긴 문을 여는 데 사용되는 무선 키카드, 온라인 뱅킹에 로그인하기 위한 디지털 인증자로 사용되는 뱅킹 토큰 또는 전신 송금과 같은 거래에 서명하는 데 사용되는 뱅킹 토큰이 있다.
보안 토큰은 암호, 디지털 서명을 생성하는 데 사용되는 암호화 키 또는 생체 인식 데이터(예: 지문)와 같은 정보를 저장하는 데 사용될 수 있다. 일부 디자인에는 조작 방지 패키징이 포함되어 있는 반면, 다른 디자인에는 PIN 입력을 허용하는 작은 키패드나 생성된 키 번호를 표시하는 일부 디스플레이 기능과 함께 생성 루틴을 시작하는 간단한 버튼이 포함될 수 있다. 연결된 토큰은 USB, NFC(근거리 무선통신), RFID(무선 주파수 식별) 또는 블루투스를 포함한 다양한 인터페이스를 활용한다. 일부 토큰에는 시각 장애가 있는 사람들을 위해 설계된 오디오 기능이 있다.

## 같이 보기
- 인증
- 아이덴티티 관리
- 다요소 인증
- 원타임 패드
- 통합 인증